# Bilecik
Bilecik – miasto i prowincja w Turcji.
Według danych na rok 2000 miasto zamieszkiwało 34 105 osób, a według danych na rok 2004 całą prowincję ok. 199 000 osób. Gęstość zaludnienia w prowincji wynosiła ok. 46 osób na km².
Miasto leży nad rzeką Karasu, dopływem Sakaryi. Stanowi ośrodek handlowy dla regionu rolniczego, ponadto drobny przemysł. Z uwagi na dobre połączenia zarówno drogowe jak i kolejowe z większymi ośrodkami: Adapazarı (ok. 100 km na północ) i Eskişehir (ok. 75 km. na południowy wschód), miasto zaczęło przyciągać turystów.
Bilecik posiada bogatą historię, stałe osadnictwo datowane jest na 2000 lat p.n.e. W 1298 zostało zdobyte przez Osmana Pierwszego i z rąk Bizancjum przeszło pod panowanie Imperium Osmańskiego. Część miasta została zniszczona podczas wojny grecko-tureckiej 1919-1920. Bilecik posiada zabytkowe stare miasto, położone na wzgórzach w centrum miejscowości. W pobliżu mauzolea Seyha Edebali, ojczyma założyciela Imperium Osmańskiego, Osmana I, oraz Orchana, syna pierwszego władcy.

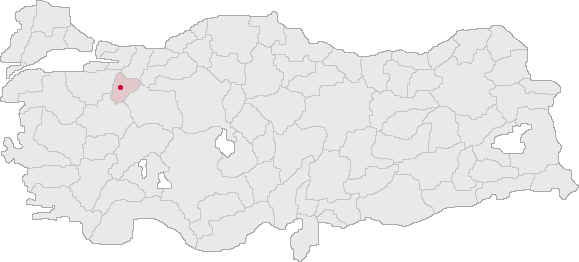
Współczesna turecka prowincja Bilecik